# 塞爾維亞政治
塞爾維亞是一個議會制民主國家。
塞爾維亞總理是塞爾維亞的政府首腦，由塞爾維亞總統任免，總統則是塞爾維亞的國家元首，通過總理領導的內閣行使行政權。
塞爾維亞現任總統是亞歷山大·武契奇，出自塞爾維亞前进黨。塞爾維亞國會共擁有250個議席，通過比例代表制選舉產生。塞爾維亞也是歐盟候選成員國之一。